# フィル・シルヴァース
フィル・シルヴァース（Phil Silvers,  1911年5月11日 - 1985年11月1日）は、アメリカ合衆国の俳優・コメディアンである。

## 来歴
1911年、ニューヨーク市ブルックリン区に生まれる。8人兄弟の中の最年少で、家系はロシア系ユダヤ人の家系だった。11歳の頃からエンターテイメントの世界に足を踏み入れ、13歳の頃には歌手として活動を始めていた。1937年に短編映画へいくつか出演してデビューを果たし、また1939年にはブロードウェイ舞台へも出演して舞台デビューも果たす。
1940年に商業映画『Hit Parade of 1941』へ出演してプロデビューすると、その後はコンスタントに出演作を増やし続け、一躍スターダムにのし上がった。1951年にシルヴァースの代表作でもあるミュージカル舞台『Top Banana』をブロードウェイで上演し、その演技力と歌唱力が評価されトニー賞 ミュージカル主演男優賞を受賞した。次第にテレビ界へも進出し始めると、1955年には自身の冠番組であるエンターテイメント番組『The Phil Silvers Show』のホストも担当し、幅広い層に支持された。同番組は1959年まで放送され、シルヴァースは149エピソードに出演している。1956年に、同番組への功績が称えられプライムタイム・エミー賞の最優秀俳優賞を受賞したまた、様々な映画作品へも出演しており『おかしなおかしなおかしな世界』など、コメディ映画を中心に活躍した。

### 死去
1972年に映画の撮影中、脳梗塞を患っている。しかしその後の経過は良好で、他界するまで順調にキャリアを構築した。1985年、カリフォルニア州のセンチュリー・シティにある自宅で老衰のため死去。74歳だった。

## 出演作品

### 映画
- Strike Up the Band (1940) ※出演シーンカット
- Hit Parade of 1941 (1940)
- The Wild Man of Borneo (1941)
- The Penalty (1941)
- 愛の鐘はキッスで鳴った Tom Dick and Harry (1941)
- Ice-Capades (1941)
- レディ・ビー・グッド Lady Be Good (1941)
- All Through the Night (1941)
- You're in the Army Now (1941)
- ロキシー・ハート Roxie Hart (1942)
- My Gal Sal (1942)
- Just Off Broadway (1942)
- コニー・アイランド・ベイビー Coney Island (1943)
- 西部を駆ける恋 A Lady Takes a Chance (1943)
- Four Jills in a Jeep (1944)
- カバーガール Cover Girl (1944)
- Take It or Leave It (1944)
- Something for the Boys (1944)
- Diamond Horseshoe (1945)
- Don Juan Quilligan (1945)
- 千一夜物語・魔法のランプ A Thousand and One Nights (1945)
- If I'm Lucky (1946)
- サマー・ストック Summer Stock (1950)
- Top Banana (1954)
- おしゃれスパイ危機連発 Lucky Me (1954)
- 40ポンドのトラブル 40 Pounds of Trouble (1962)
- おかしなおかしなおかしな世界 It's a Mad, Mad, Mad, Mad World (1963)
- ローマで起った奇妙な出来事 A Funny Thing Happened on the Way to the Forum (1966)
- プレイラブ48章 A Guide for the Married Man (1967)
- Follow That Camel (1967)
- 想い出よ、今晩は! Buona Sera, Mrs. Campbell (1968)
- ボートニック The Boatniks (1970)
- エディ Eddie (1970) ※テレビ映画
- 世界最強の男 The Strongest Man in the World (1975)
- 名犬ウォン・トン・トン Won Ton Ton: The Dog Who Saved Hollywood (1976)
- The Chicken Chronicles (1977)
- フロリダ・ハイジャック/衝撃!人質は世界の美女たち!! The Night They Took Miss Beautiful (1977)
- 名探偵再登場 The Cheap Detective (1978)
- ビバリーヒルズLOVEゲーム/テニスコーチはタマさばきがお上手 Racquet (1979)
- ゴールディとチャンピオン Goldie and the Boxer (1979)
- ハッピーフッカー2 The Happy Hooker Goes Hollywood (1980)
- There Goes the Bride (1980)
- Take Me Up to the Ball Game (1980)

### テレビドラマ
- The Phil Silvers Show (1955 - 1959)
- ジャック・ベニー・ショー The Jack Benny Program (1962)
- The New Phil Silvers Show (1963 - 1964)
- ギリガン君SOS Gilligan's Island (1966)
- ザ・ルーシー・ショー The Lucy Show (1966)
- ダム・ヤンキース Damn Yankees! (1967)
- That's Life (1968)
- じゃじゃ馬億万長者 The Beverly Hillbillies (1969 - 1970)
- ジュリア Julia (1971)
- 事件記者コルチャック Kolchak: The Night Stalker (1974)
- 特別狙撃隊S.W.A.T. S.W.A.T. (1975)
- チャーリーズ・エンジェル Charlie's Angels (1977)
- ラブ・ボート The Love Boat (1977)
- ファンタジー・アイランド Fantasy Island (1978)
- ハッピーデイズ Happy Days (1981)
- 白バイ野郎ジョン&パンチ CHiPs (1983)